# Merksplas
Merksplas es un municipio situado en la provincia de Amberes, en Bélgica. Tiene una población estimada, a inicios de 2022, de 8683 habitantes.
Está situado en la zona fronteriza con los Países Bajos.
Su superficie total es de 45 km² y su densidad de población es de 194.7 habitantes por km².

## Toponimia
Debe su nombre al río Mark, que nace en su municipio.

## Lugares de interés

### La Kolonie
Se trata de una fortaleza prisión construida el 4 de julio de 1824. Durante 15 años formó parte de los Países Bajos. Los prisioneros y vagabundos fueron empleados en diversas industrias y en una próspera granja. Tras la supresión en 1993 (Ley de 12 de enero de 1993) de la ley que preveía la privación de la libertad de vagabundos, los edificios quedaron vacíos.

### Spetser
Se trataba de una obra de arte de ciencias mostrada en el mercado de Merksplas. Es el emblema de la ciudad.

## Evolución de la población

### sigloXIX
| Año                                                 | 1806  | 1816  | 1830  | 1846  | 1856  | 1866  | 1876  | 1880  | 1890  |
| --------------------------------------------------- | ----- | ----- | ----- | ----- | ----- | ----- | ----- | ----- | ----- |
| Población                                           | 1.197 | 1.120 | 1.244 | 1.526 | 1.599 | 1.628 | 1.552 | 1.655 | 2.042 |
| Nota: resultados censos de población hasta el 31/12 |       |       |       |       |       |       |       |       |       |

### sigloXXhasta remodelación del municipio
| Año                                                               | 1900  | 1910  | 1920  | 1930  | 1947  | 1961  | 1970  | 1976  |
| ----------------------------------------------------------------- | ----- | ----- | ----- | ----- | ----- | ----- | ----- | ----- |
| Población                                                         | 3.164 | 3.576 | 3.059 | 3.521 | 4.192 | 4.912 | 5.065 | 5.649 |
| Nota: resultados censos de población a 31/12 de 1970 y 31/12/1976 |       |       |       |       |       |       |       |       |

### Después de la remodelación municipal
| Año                                  | 1977  | 1980  | 1985  | 1990  | 1995  | 2000  | 2005  | 2006  |
| ------------------------------------ | ----- | ----- | ----- | ----- | ----- | ----- | ----- | ----- |
| Población                            | 5.694 | 5.974 | 6.549 | 7.004 | 7.755 | 8.055 | 8.114 | 8.173 |
| Nota: población al 01/01-Fuente: NIS |       |       |       |       |       |       |       |       |

## Demografía

### Evolución
Todos los datos históricos relativos al actual municipio, el siguiente gráfico refleja su evolución demográfica.
| Gráfica de evolución demográfica de Merksplas entre 1846 y 2022 |
|                                                                 |

## Ciudades hermanas
- Grodzisk,  Polonia
- Hatfield
- Torrelodones